# Brzeziny (Stara Przysieka Druga)
Brzeziny – część wsi Stara Przysieka Druga w Polsce, położona w województwie wielkopolskim, w powiecie kościańskim, w gminie Śmigiel.
Niegdyś Brzeziny były folwarkiem i weszły potem w skład Przysieki.
W latach 1975–1998 część wsi należała administracyjnie do województwa leszczyńskiego.